# هرطهكلا (مقاطعة تشالوس)
هرطهكلا (بالفارسية: هرطه‌کلا) هي قرية تقع في قسم كلارستاق الغربي الريفي (مقاطعة تشالوس) في إيران. يقدر عدد سكانها بـ 1,009 نسمة .